# Cristóbal de Guzmán Cecetzin
Cristóbal de Guzmán Cecetzin, o Cecepaticatzin (... – 1562), fu un nobile coloniale Nahua originario di Santa María Cuepopan a San Juan Tenochtitlan.
Figlio del regnante don Diego de Alvarado Huanitzin, Cristóbal ricoprì la carica di alcalde nel 1556 per poi diventare il penultimo tlatoani di Tenochtitlán ed il terzo governatore nel 1557, titoli che mantenne fino alla morte avvenuta nel 1562.